# Psiquiatría de enlace
La psiquiatría de enlace, también conocida como interconsulta psiquiátrica o psiquiatría de enlace de consulta es la rama de la psiquiatría que se especializa en la interfaz entre otras especialidades médicas, la psicología y la psiquiatría, por lo general en un hospital o en servicios médicos. Las "consultas" son pedidas cuando el equipo de cuidado primario tiene inquietudes o interrogantes sobre la salud mental de un paciente o cómo la salud mental de ese paciente afecta su cuidado y tratamiento. También supervisa y dirige la actuación de otros miembros no médicos del equipo de salud en el hospital general (enfermeros) que apoyan o realizan las intervenciones que el psiquiatra ordena.
El equipo de psiquiatría trabaja como un "enlace" entre el equipo médico primario, los psicólogos del hospital y el paciente. Las preguntas que surgen incluyen la capacidad del paciente para entender y aceptar el tratamiento, los conflictos con el equipo de cuidado primario y la intersección de problemas tanto de salud mental y otras áreas de la salud (existencia de síntomas físicos como consecuencia de sus trastornos mentales y viceversa). Ya no se acepta como válida la antigua dualidad mente-cuerpo, que contribuía a separar instancias que son interdependientes y a estigmatizar a los pacientes.
La psiquiatría de enlace también se aplica al cuidado de enfermos con tendencias suicidas y que están en una unidad médica general, pacientes que presentan otras formas de daño autoinfligido, con accesos agudos confusionales o estados psicóticos, y también en pacientes delirantes. Se realizará una interconsulta con psicología ya que colaboran en la atención de los trastornos mentales y otros fenómenos de la mente. 
La Asociación Americana de Psiquiatría formalmente reconoció la psiquiatría de enlace como una sub-especialidad en 2004, con su propio examen de admisión (subspecialty board exam). La sociedad científica debatió acerca del mejor término para denominar esta especialidad y finalmente se decidió por medicina psicosomática.